# FIA Formula Two Championship 2009

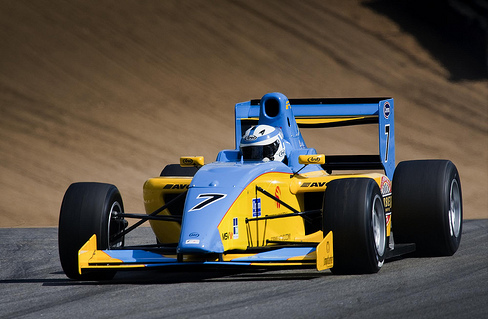
Henry Surtees på Brands Hatch dagen före dödsolyckan.

FIA Formula Two Championship 2009 var den första säsongen av FIA:s nyskapade Formel 2-serie. Andy Soucek säkrade titeln efter race 1 på Autodromo Enzo e Dino Ferrari. I det andra racet på Brands Hatch omkom Henry Surtees, efter att ha fått ett av Jack Clarkes däck i huvudet.

## Kalender
| Datum                 | Bana              | Segrare race 1          | Segrare race 2  |
| --------------------- | ----------------- | ----------------------- | --------------- |
| 30-31 maj             | Valencia          | Robert Wickens          | Robert Wickens  |
| 20-21 juni            | Brno              | Mirko Bortolotti        | Andy Soucek     |
| 27-28 juni            | Spa-Francorchamps | Tobias Hegewald         | Tobias Hegewald |
| 18-19 juli            | Brands Hatch      | Philipp Eng             | Andy Soucek     |
| 15-16 augusti         | Donington Park    | Andy Soucek             | Julien Jousse   |
| 5-6 september         | Oschersleben      | Andy Soucek             | Mikhail Aleshin |
| 19-20 september       | Imola             | Kazimieras Vasiliauskas | Andy Soucek     |
| 31 oktober-1 november | Catalunya         | Andy Soucek             | Andy Soucek     |

## Team och förare
| Stall             | Nummer | Förare                           | Tävlingshelger |
| ----------------- | ------ | -------------------------------- | -------------- |
| MotorSport Vision | 2      | Sebastian Hohenthal, Sverige     | Alla           |
| MotorSport Vision | 3      | Jolyon Palmer, Storbritannien    | Alla           |
| MotorSport Vision | 4      | Julien Jousse, Frankrike         | Alla           |
| MotorSport Vision | 5      | Alex Brundle, Storbritannien     | Alla           |
| MotorSport Vision | 6      | Armaan Ebrahim, Indien           | Alla           |
| MotorSport Vision | 7      | † Henry Surtees, Storbritannien  | 1-4            |
| MotorSport Vision | 8      | Tobias Hegewald, Tyskland        | Alla           |
| MotorSport Vision | 9      | Pietro Gandolfi, Italien         | Alla           |
| MotorSport Vision | 10     | Nicola de Marco, Italien         | Alla           |
| MotorSport Vision | 11     | Jack Clarke, Storbritannien      | Alla           |
| MotorSport Vision | 12     | Robert Wickens, Kanada           | Alla           |
| MotorSport Vision | 14     | Mirko Bortolotti, Italien        | Alla           |
| MotorSport Vision | 15     | Mikhail Aleshin, Ryssland        | Alla           |
| MotorSport Vision | 16     | Edoardo Piscopo, Italien         | 1-7            |
| MotorSport Vision | 17     | Carlos Iaconelli, Brasilien      | 1-7            |
| MotorSport Vision | 18     | Natacha Gachnang, Schweiz        | Alla           |
| MotorSport Vision | 20     | Jens Höing, Tyskland             | Alla           |
| MotorSport Vision | 21     | Kazimieras Vasiliauskas, Litauen | Alla           |
| MotorSport Vision | 22     | Andy Soucek, Spanien             | Alla           |
| MotorSport Vision | 23     | Henri Karjalainen, Finland       | Alla           |
| MotorSport Vision | 24     | Tom Gladdis, Storbritannien      | Alla           |
| MotorSport Vision | 25     | Miloš Pavlović, Serbien          | Alla           |
| MotorSport Vision | 27     | Germán Sánchez, Spanien          | Alla           |
| MotorSport Vision | 31     | Jason Moore, Storbritannien      | Alla           |
| MotorSport Vision | 33     | Philipp Eng, Österrike           | Alla           |
| MotorSport Vision | 38     | Tristan Vautier, Frankrike       | 8              |
| MotorSport Vision | 44     | Ollie Hancock, Storbritannien    | 6-8            |

## Slutställning
| Plats | Förare                  | Poäng |
| ----- | ----------------------- | ----- |
| 1     | Andy Soucek             | 115   |
| 2     | Robert Wickens          | 64    |
| 3     | Mikhail Aleshin         | 59    |
| 4     | Mirko Bortolotti        | 50    |
| 5     | Julien Jousse           | 49    |
| 6     | Tobias Hegewald         | 46    |
| 7     | Kazimieras Vasiliauskas | 45    |
| 8     | Philipp Eng             | 39    |
| 9     | Miloš Pavlović          | 29    |
| 10    | Nicola de Marco         | 25    |
| 11    | Carlos Iaconelli        | 21    |
| 12    | Edoardo Piscopo         | 19    |
| 13    | Tristan Vautier         | 9     |
| 14    | Henry Surtees †         | 8     |
| 15    | Henri Karjalainen       | 7     |
| 16    | Sebastian Hohenthal     | 7     |
| 17    | Armaan Ebrahim          | 7     |
| 18    | Jack Clarke             | 6     |
| 19    | Alex Brundle            | 5     |
| 20    | Tom Gladdis             | 4     |
| 21    | Jolyon Palmer           | 3     |
| 22    | Jason Moore             | 3     |
| 23    | Natacha Gachnang        | 2     |
| 24    | Germán Sánchez          | 2     |
| -     | Jens Höing              | 0     |
| -     | Pietro Gandolfi         | 0     |
| -     | Ollie Hancock           | 0     |